# Sudket Prapakamol
Sudket Prapakamol –en tailandés, สุดเขต ประภากมล– (Chonburi, 8 de febrero de 1980) es un deportista tailandés que compitió en bádminton, en la modalidad de dobles mixto. Ganó dos medallas de bronce en el Campeonato Mundial de Bádminton en los años 2005 y 2006.

## Palmarés internacional
| Campeonato Mundial | Campeonato Mundial       | Campeonato Mundial | Campeonato Mundial |
| Año                | Lugar                    | Medalla            | Prueba             |
| ------------------ | ------------------------ | ------------------ | ------------------ |
| 2005               | Anaheim (Estados Unidos) | Medalla de bronce  | Dobles mixto       |
| 2006               | Madrid (España)          | Medalla de bronce  | Dobles mixto       |